# Palha Carga (São Miguel)
Palha Carga es una localidad caboverdiana del municipio de São Miguel.

## Geografía
La localidad está situada en la isla Santiago.

## Organización territorial
La localidad abarca los lugares y barrios de:
- Casona
- Chã de Papaia
- Covão
- Cutelo
- Cutelo de Pinha
- Cutelo Landim
- Cutelo Mendes
- João Teves
- Laranjeira
- Ponta Lavada
- Santo António
- Sinta